# The Jim Jones Revue
The Jim Jones Revue ist eine englische Rock-’n’-Roll-Band aus London.

## Bandgeschichte

### Werdegang
Die Band wurde von Jim Jones und Rupert Orton gegründet. Die beiden trafen sich bei den letzten Konzerten von Black Moses (der Band von Jim Jones), die Rupert Orton organisiert hatte. Schnell stellte sich heraus, dass beide die gleiche Vision von einer neuen Band hatten. Kurz danach stellten sie eine Band mit dem Schotten Nick Jones an den Drums und dem Keyboarder Elliot Mortimer zusammen. Als letzter stieß der Bassist Gavin Jay zur Band. Am Anfang hieß die Band The Jim Jones Punk and Soul Revue, was später zu The Jim Jones Revue verkürzt wurde.
Das erste Album The Jim Jones Revue wurde 2008 in ihrem kleinen Übungsraum in Camden Town innerhalb von 48 Stunden aufgenommen. Ein Jahr später erschien die Kompilation Here To Save Your Soul mit Singles und B-Seiten. Die Band unterschrieb einen Plattenvertrag bei PIAS, und im September 2010 erschien das zweite Studioalbum Burning Your House Down, produziert von Jim Sclavunos von u. a. Grinderman und Nick Cave and the Bad Seeds. Das dritte und letzte Album The Savage Heart erschien 2012. Im Juni 2014 gab die Band bekannt, dass sie sich Ende des Jahres auflösen werde.

### Einflüsse
Der Band betont, dass sie nicht den Rock ’n’ Roll der 50er nachspielt, sondern ihn neu interpretiert, was z. B. bedeutet, kritische und zeitgemäße Texte zu schreiben. Musikalisch steht das Piano im Vordergrund, die Jim Jones Revue orientiert sich an der Musik von Jerry Lee Lewis, Little Richard und Huey „Piano“ Smith. Verglichen wird die Band viel mit The Birthday Party, MC5, Johnny Thunders, The Gun Club und The Sonics.

### Frühere Bands
Alle Bandmitglieder spielten vor der Jim Jones Revue in anderen Bands. Jim Jones war der Sänger und Gitarrist von Thee Hypnotics und Black Moses und spielte Schlagzeug bei The Urban Voodoo Machine. Bassist Gavin Jay spielte in der Band Rum Circus und Sohodolls, Drummer Nick Jomes war zusammen mit Gem Archer, der später mit Oasis erfolgreich wurde, in der schottischen Band Heavy Stereo. Elliot Mortimer spielte Keyboards in der Band Saint Jude, und Gitarrist Rupert Orton organisierte neben seinem Job bei einem Plattenlabel Konzerte und war u. a. Manager für The Godfathers und Mitglied in der Band Gaffer Hexam.

## Diskografie

### Alben
- 2008: The Jim Jones Revue (Punk Rock Blues Records)
- 2010: Burning Your House Down (Punk Rock Blues Records/PIAS Recordings)
- 2012: The Savage Heart (Punk Rock Blues Records/PIAS Recordings)

### Kompilationen
- 2009: Here To Save Your Soul (Punk Rock Blues Records)

### Singles
- 2009: Princess & The Frog (Punk Rock Blues Records)
- 2010: High Horse (Punk Rock Blues Records/PIAS Recordings)
- 2010: Shoot First
- 2011: Dishonest John
- 2012: It’s Gotta Be About Me
- 2012: Where Da Money Go?

## Titelmusik
Der Titel Where Da Money Go? aus dem Album The Savage Heart wird in einer Instrumentalversion als Titelmusik für die Fernsehsendung Bares für Rares verwendet.